# 渋谷スクランブルスクエア
渋谷スクランブルスクエア（しぶやスクランブルスクエア、英: Shibuya Scramble Square）は、東京都渋谷区渋谷二丁目にある渋谷駅に直結した複合施設型超高層ビル（駅ビル）。東棟はセルリアンタワーを抜いて渋谷エリアで最も高いビル。

## 概要
東急（旧:東京急行電鉄）・JR東日本・東京メトロの鉄道会社3社の共同開発によって誕生した。1日の利用者数が約330万人を誇る渋谷駅に直結した大規模複合商業施設であり、商業施設、オフィス、交流スペース、展望施設などで構成される。
都市再生特別地区認定事業となっており、旧渋谷駅街区プロジェクトとして2014年6月に第1期着工。渋谷駅の直上に位置し、東棟・中央棟・西棟の3棟で構成される。第1期の東棟は高さ約230 m、地上47階・地下7階建て、延床面積約181,000 m2で、東急東横線旧渋谷駅地上駅舎及び東急百貨店東横店（東館）跡地に2019年11月1日に開業。また、第2期に当たる中央棟・西棟は2020年3月31日をもって閉店し解体される東急百貨店東横店（西館・南館）跡地及びJRの線路上に建設する計画で、両棟を含めた街区全体（延床面積約270,000 m2）の完成は2031年度を予定している。2013年の東急東横線渋谷駅の地下化をきっかけに行われる渋谷駅及びその周辺地域の大規模再開発の中核を担う施設である。連絡橋を介して渋谷ヒカリエや渋谷ストリームと行き来することが可能である。
東棟に関しては、低層階から中層階は大規模商業施設、高層階はハイグレードオフィス、最上階には開放感のある屋上展望台の「SHIBUYA SKY」が設けられている。
中低層部のショップ&レストランはコンセプトを「ASOVIVA（アソビバ）」とし、「若者の街」というイメージが強い渋谷の中心に位置する中、あえてターゲットを絞らず、年齢・性別・国籍問わず多様な客を取り込むことを目指している。また、それまでの駅ビル型ファッションビルとしては珍しく、テナントとしてラグジュアリーブランドが入居していることが特徴である。従来のようなアパレルブランドはもちろんハンズや東急百貨店のコスメやファッションの自主編成売場、JR東日本の高級スーパーマーケット業態である紀ノ国屋やエキナカ商業施設「エキュートエディション」などで構成されている。また、14階には
渋谷に法律上の「主たる事務所」を構える日本放送協会（NHK）の本部施設・NHK放送センターの老朽化に伴うサテライトスタジオ兼スタジオパークの代替施設として開設された「NHKプラスクロスSHIBUYA」が入居している。
オフィスフロアにはMIXIやサイバーエージェント、DeNAといったITの大手企業や、ロッキング・オン、エヌエヌ生命保険などが入居する。

## フロア構成
フロア構成（予定も含む）は以下のとおりである。
- 東棟（地上47階・地下7階、高さ約230m）
  - B2-13F - 商業施設
  - 14F - 商業施設、展望施設
  - 15F - 産業交流施設
  - 17-44F - オフィス
  - 45F - オフィス、展望施設
  - 46F - 展望施設（SHIBUYA SKY）
- 中央棟（地上10階・地下2階、高さ約61m）
- 西棟（地上13階・地下5階、高さ約76m）

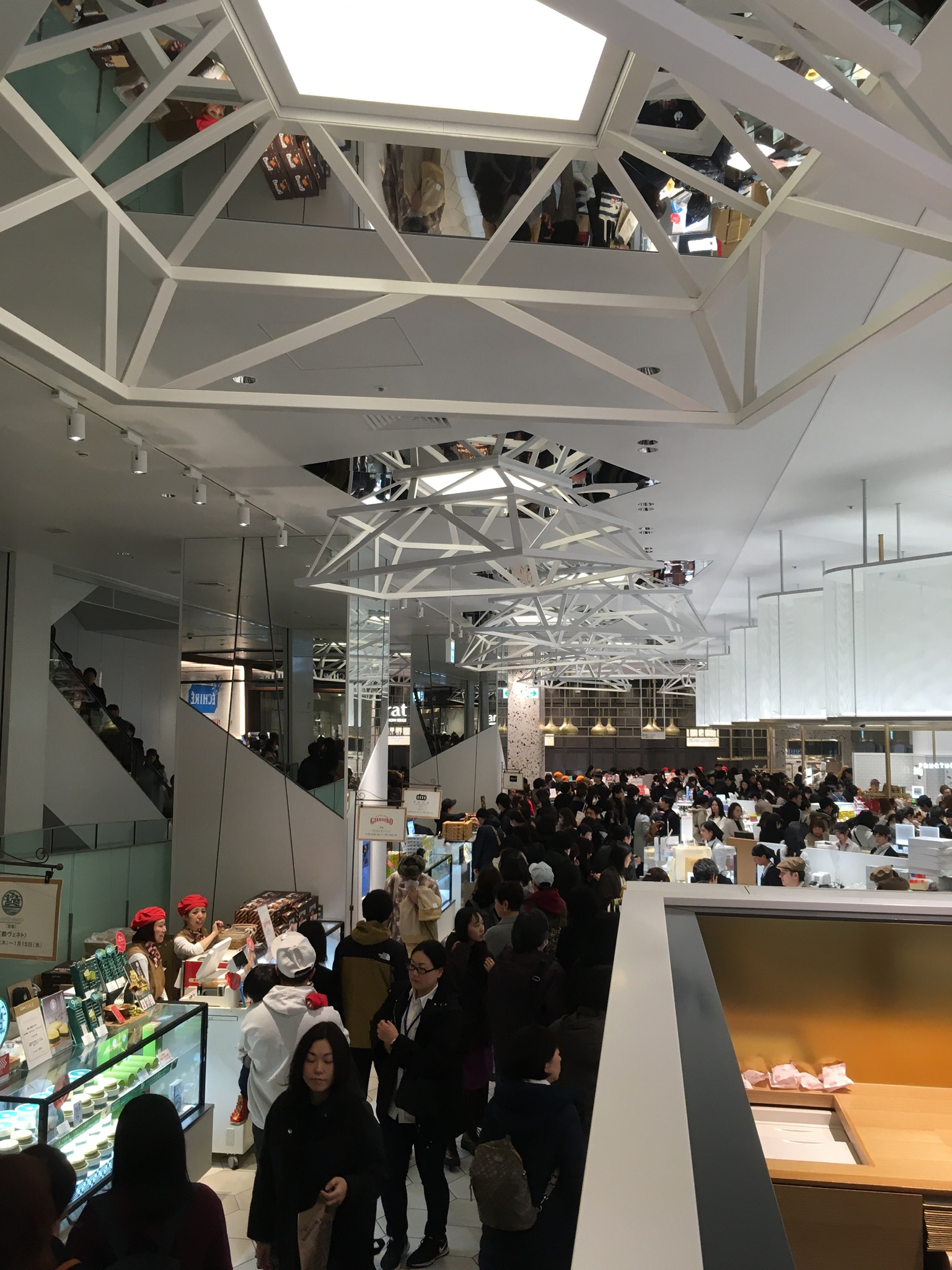
ホール
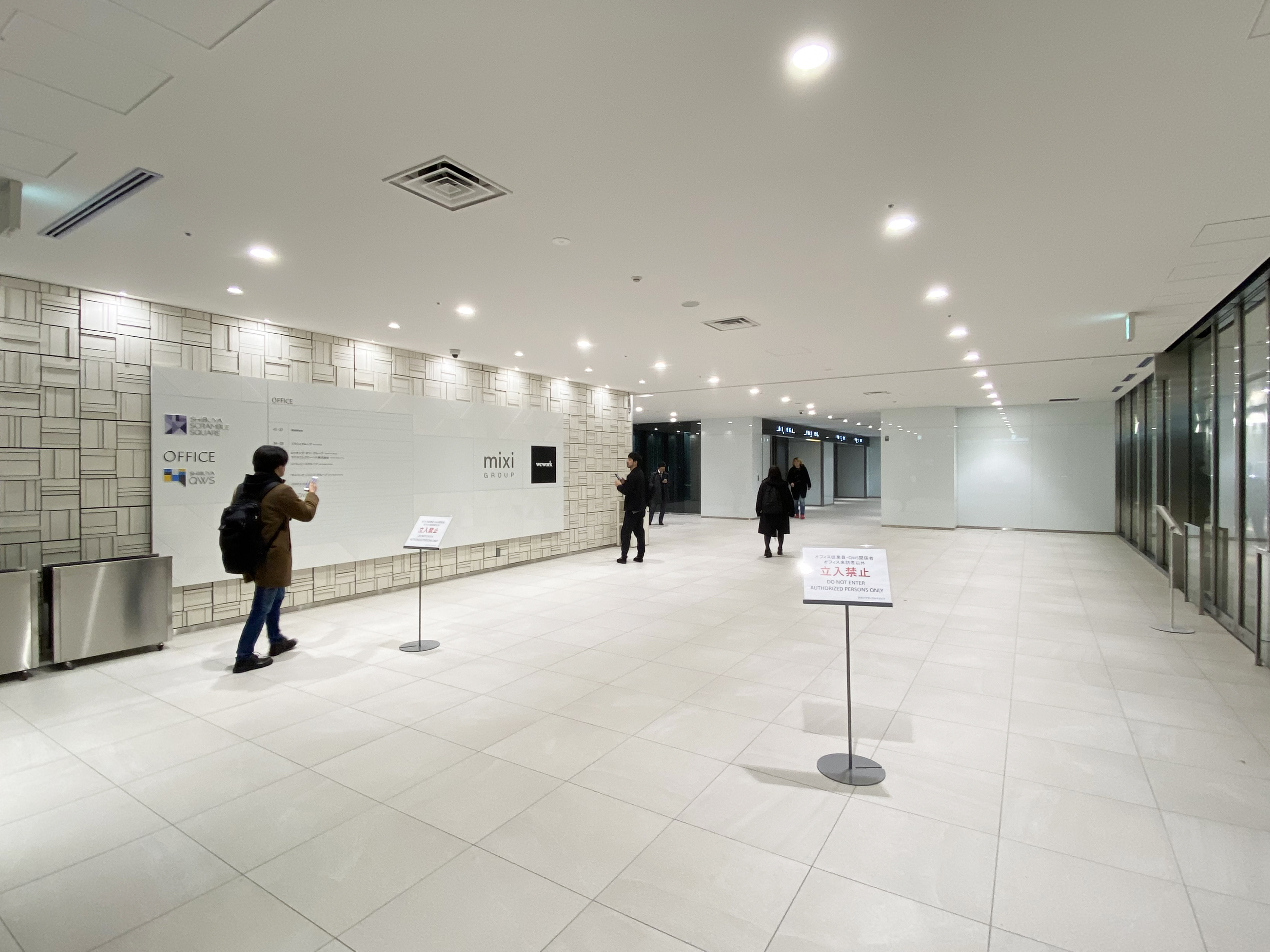
2階オフィスエントランス
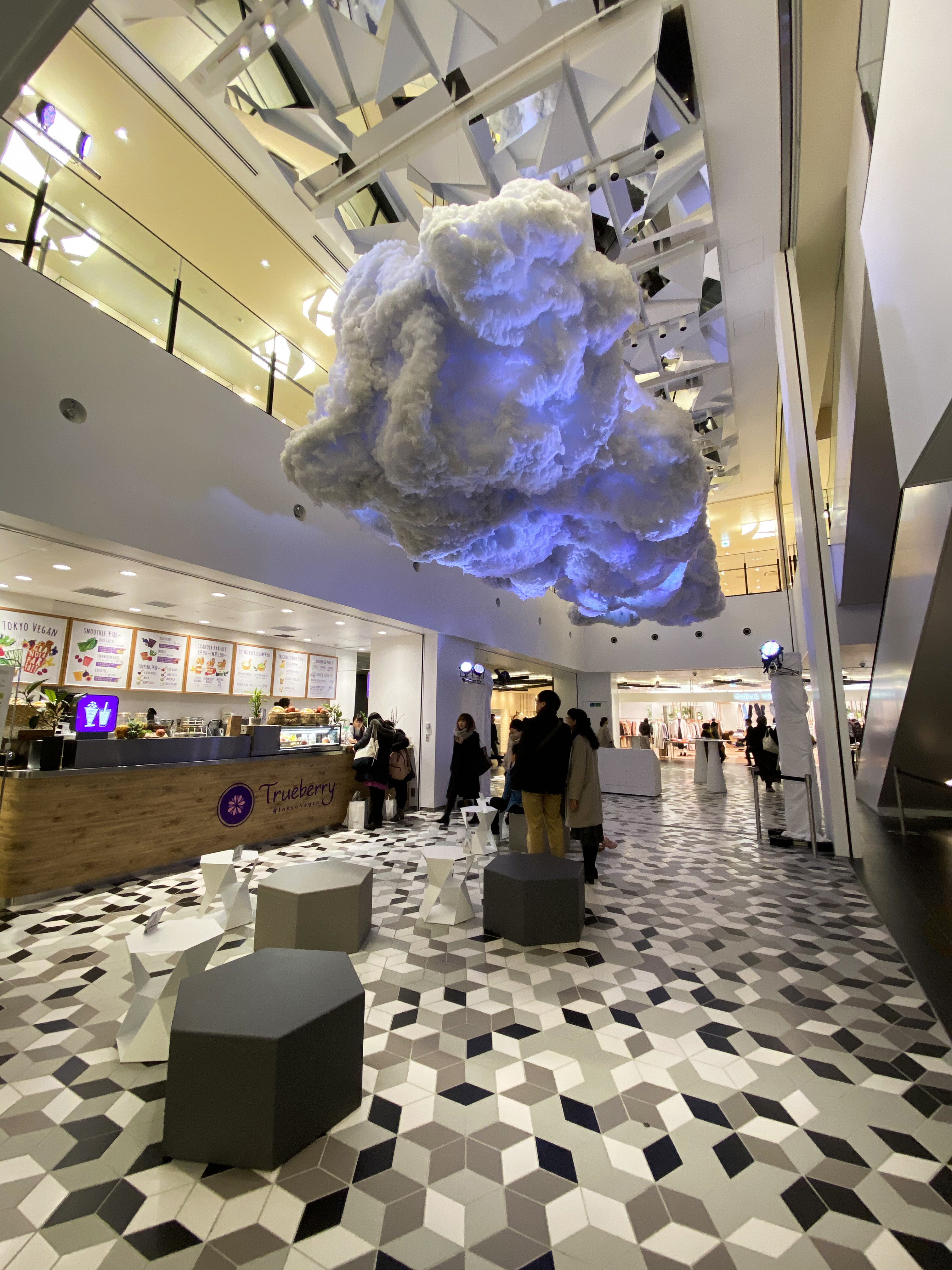
7階「SCRAMBLE THE FACE」（2019年12月23日撮影）
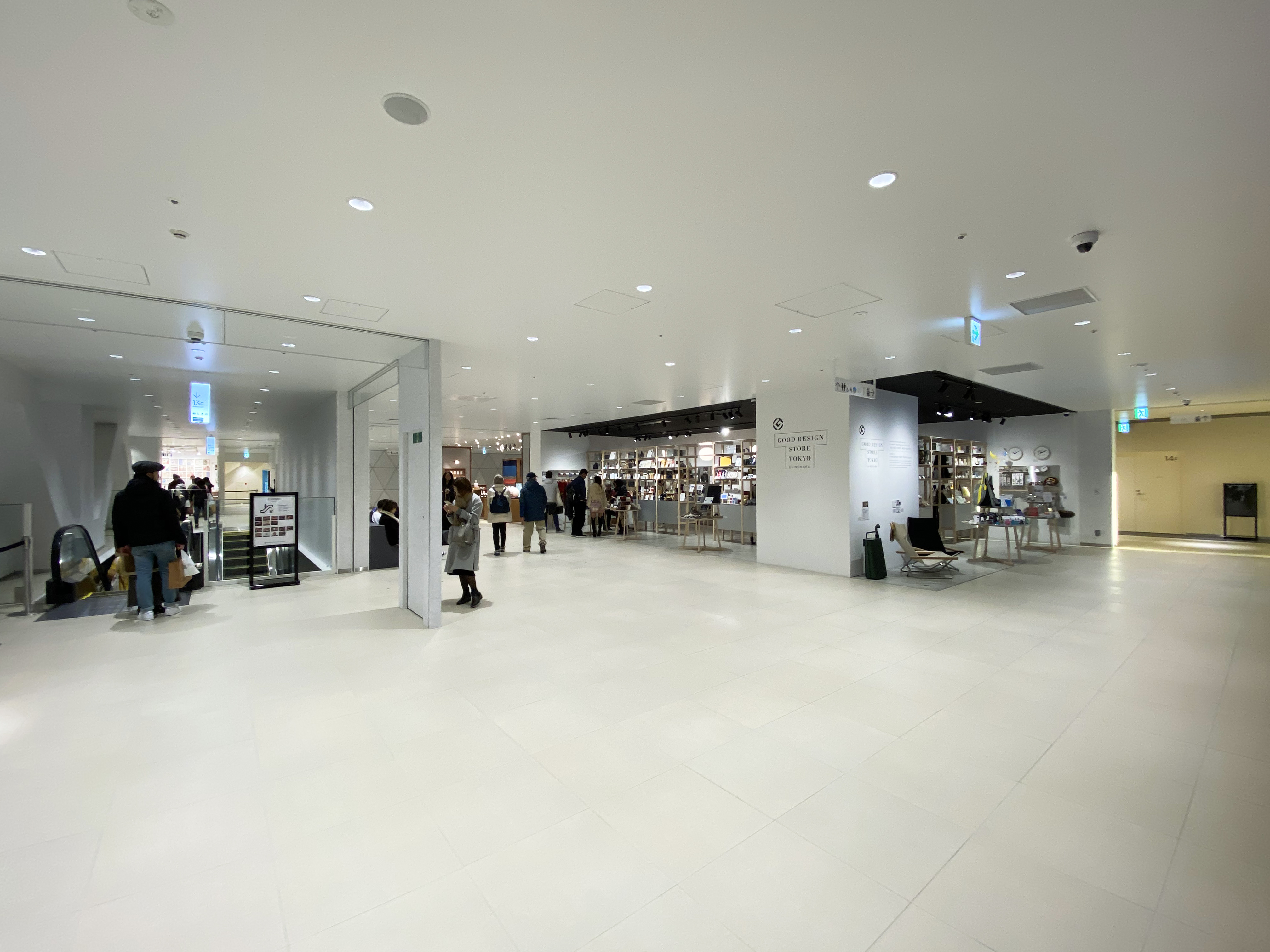
14階商業施設
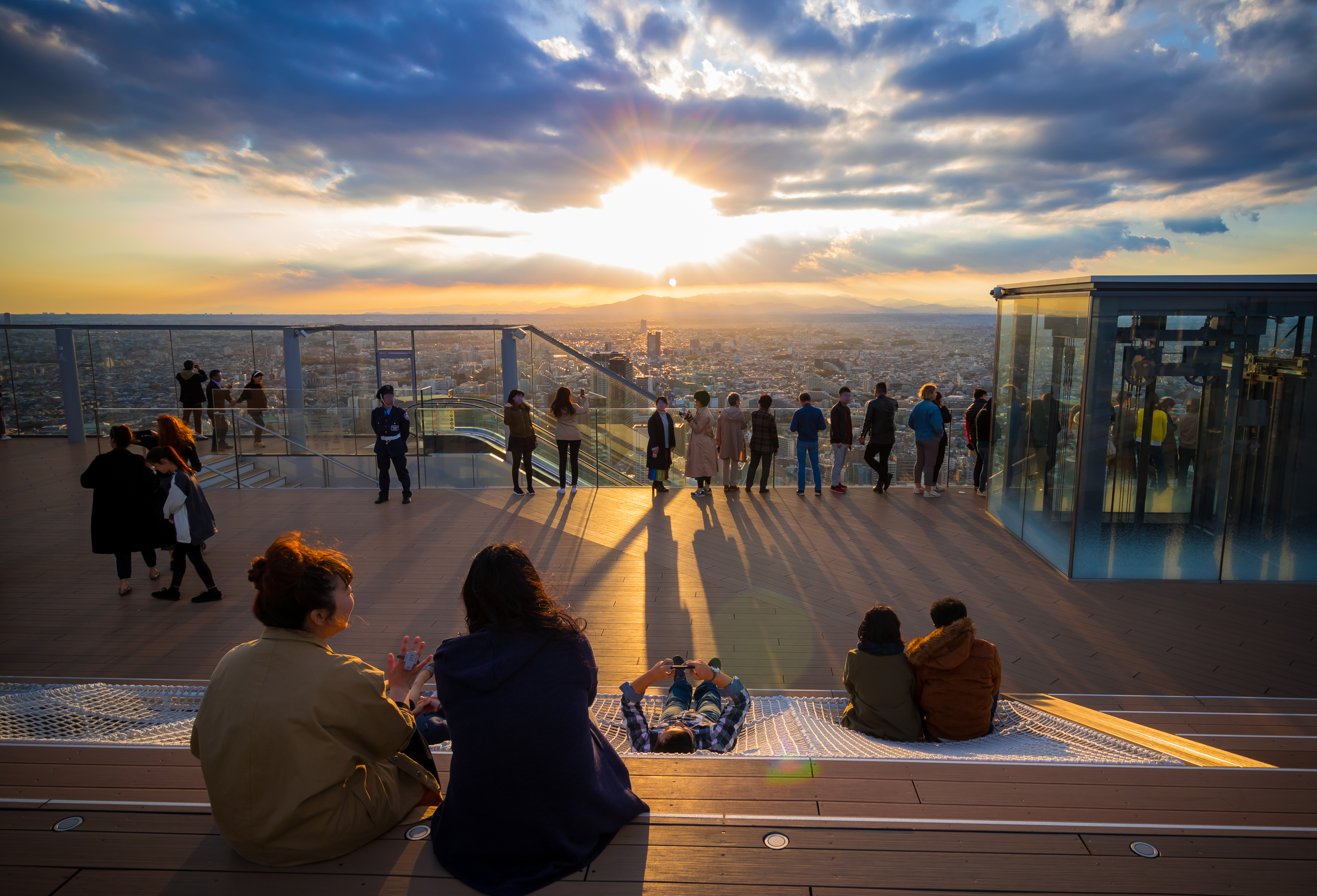
46F 屋外展望空間「SHIBUYA SKY -SKY STAGE」

## 郵便番号
渋谷スクランブルスクエアは渋谷区渋谷に所在し、同町の郵便番号は150-0002であるが、渋谷スクランブルスクエアの1~47階には150-6101（1階）~150-6147番（47階）の郵便番号が与えられている。地階・階層不明には150-6190が振り当てられている。

## ギャラリー

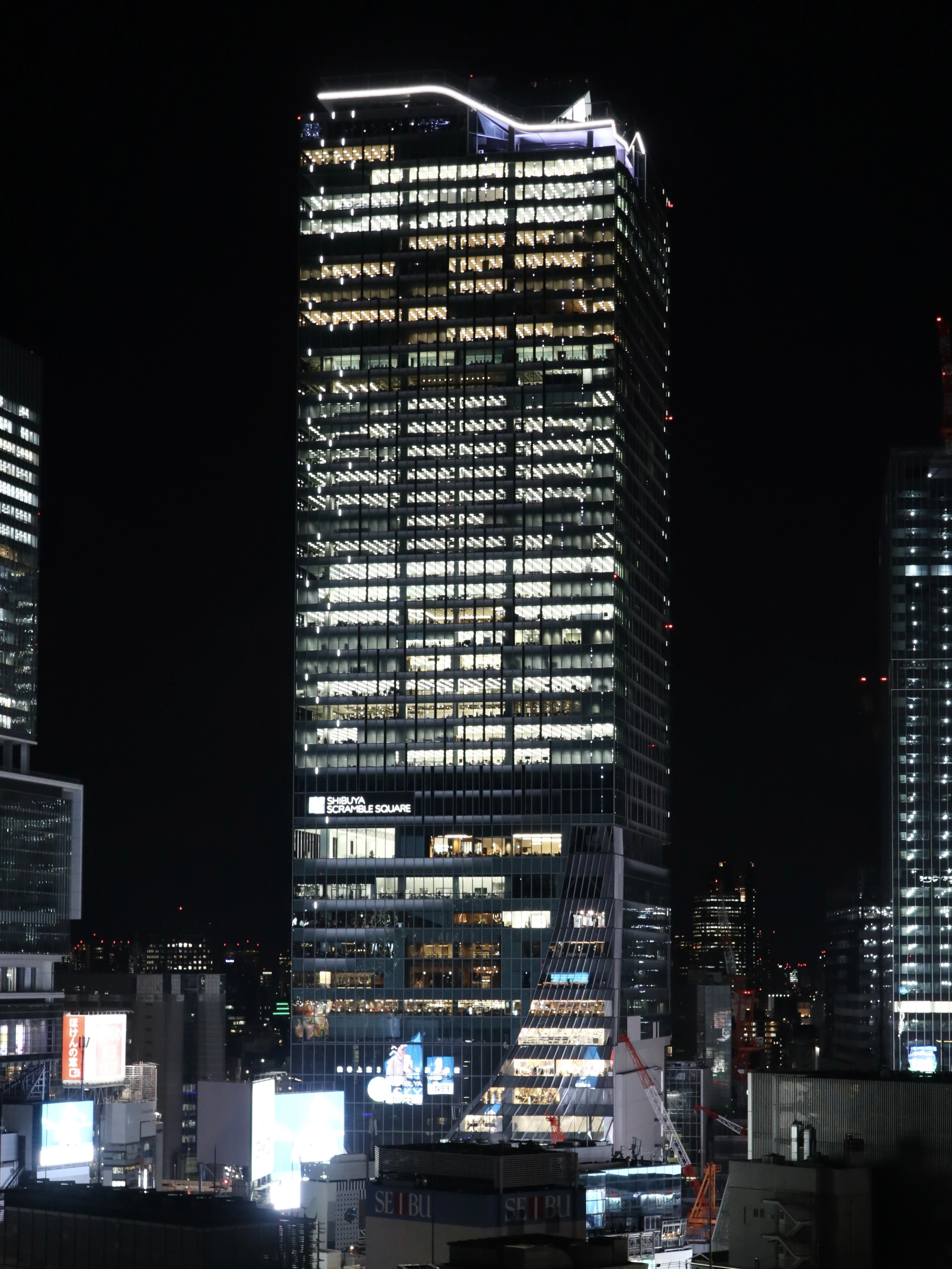
夜の東棟
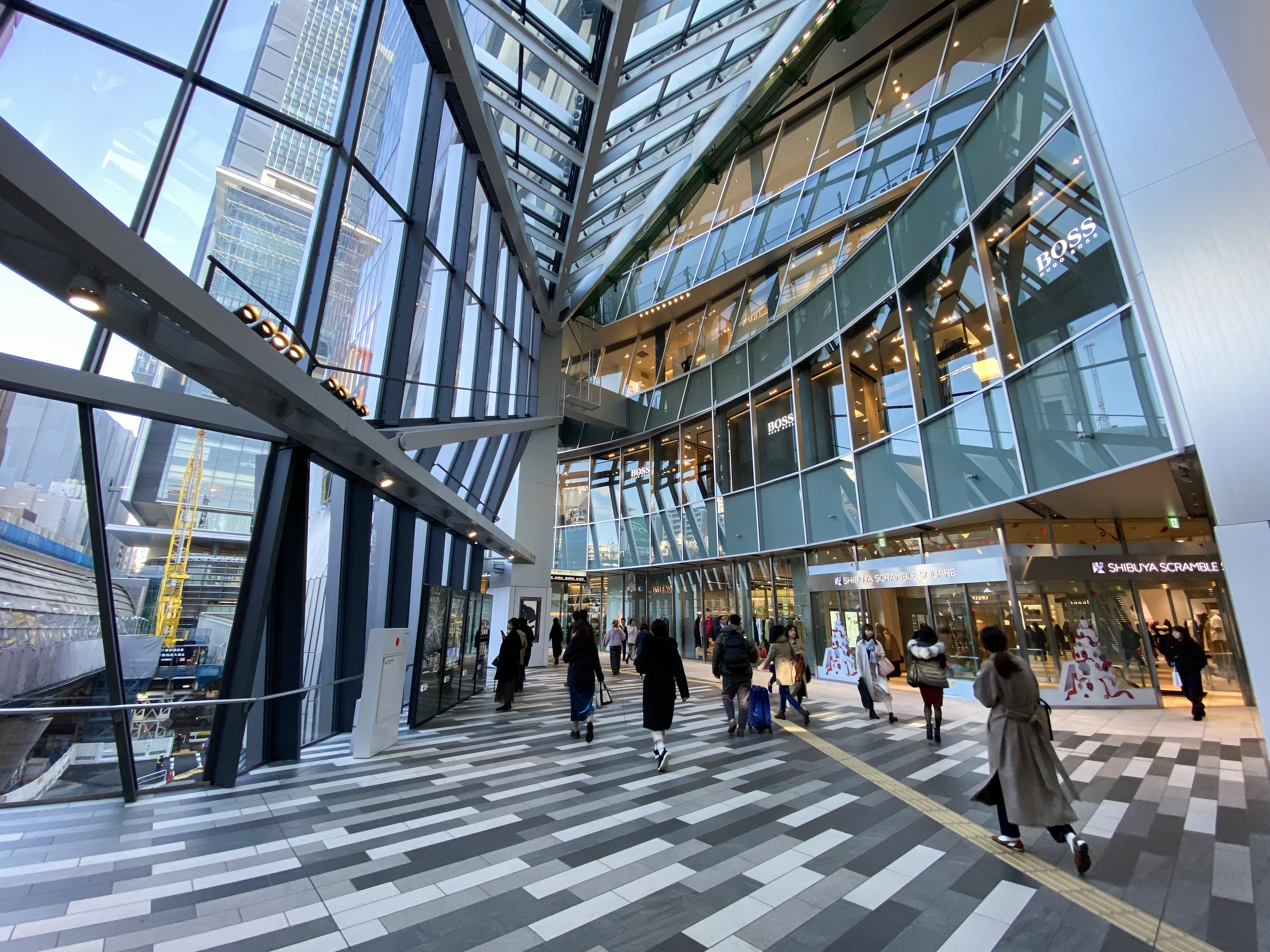
2階コンコース（渋谷ヒカリエ連絡階）
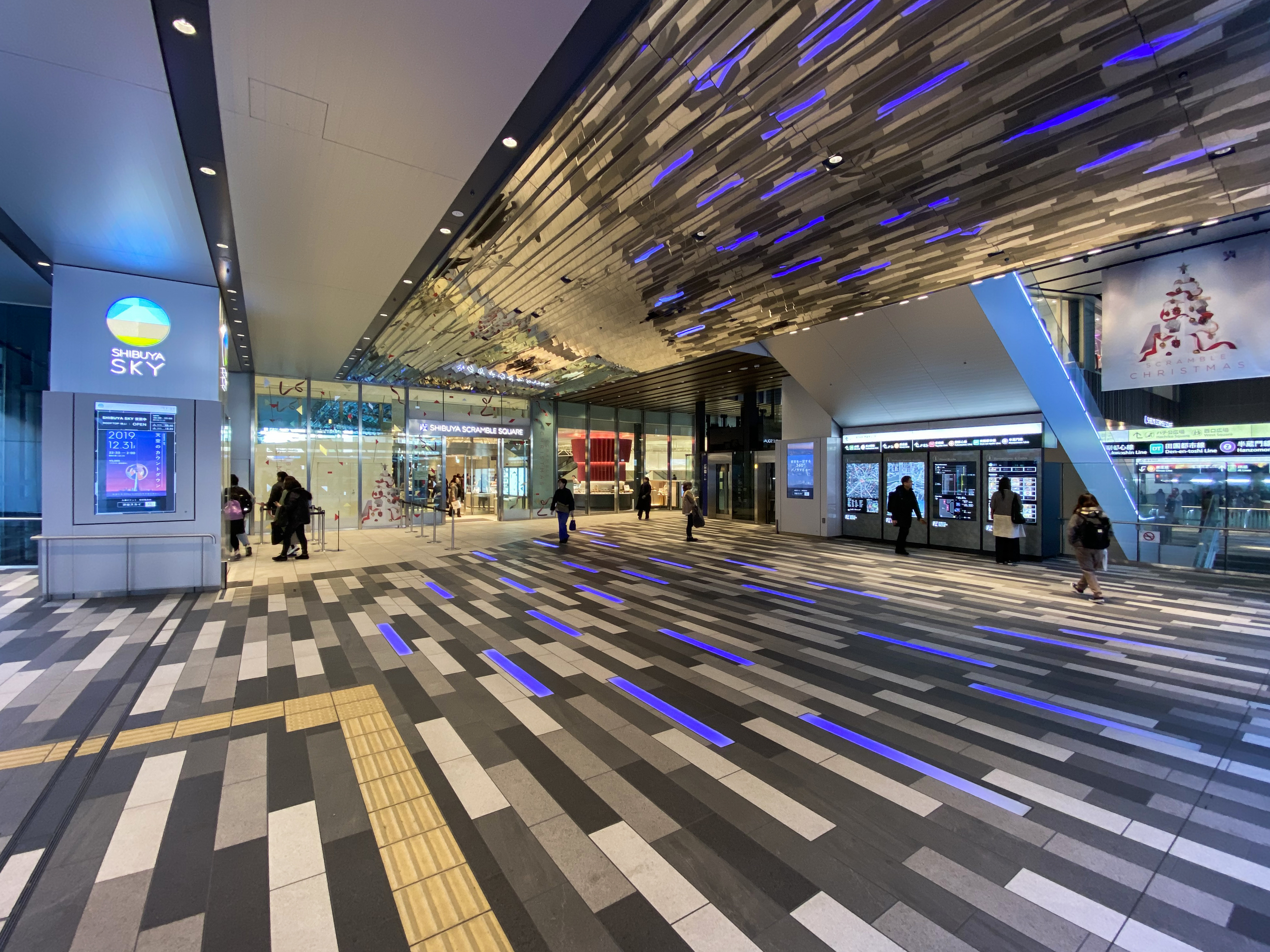
1階入口
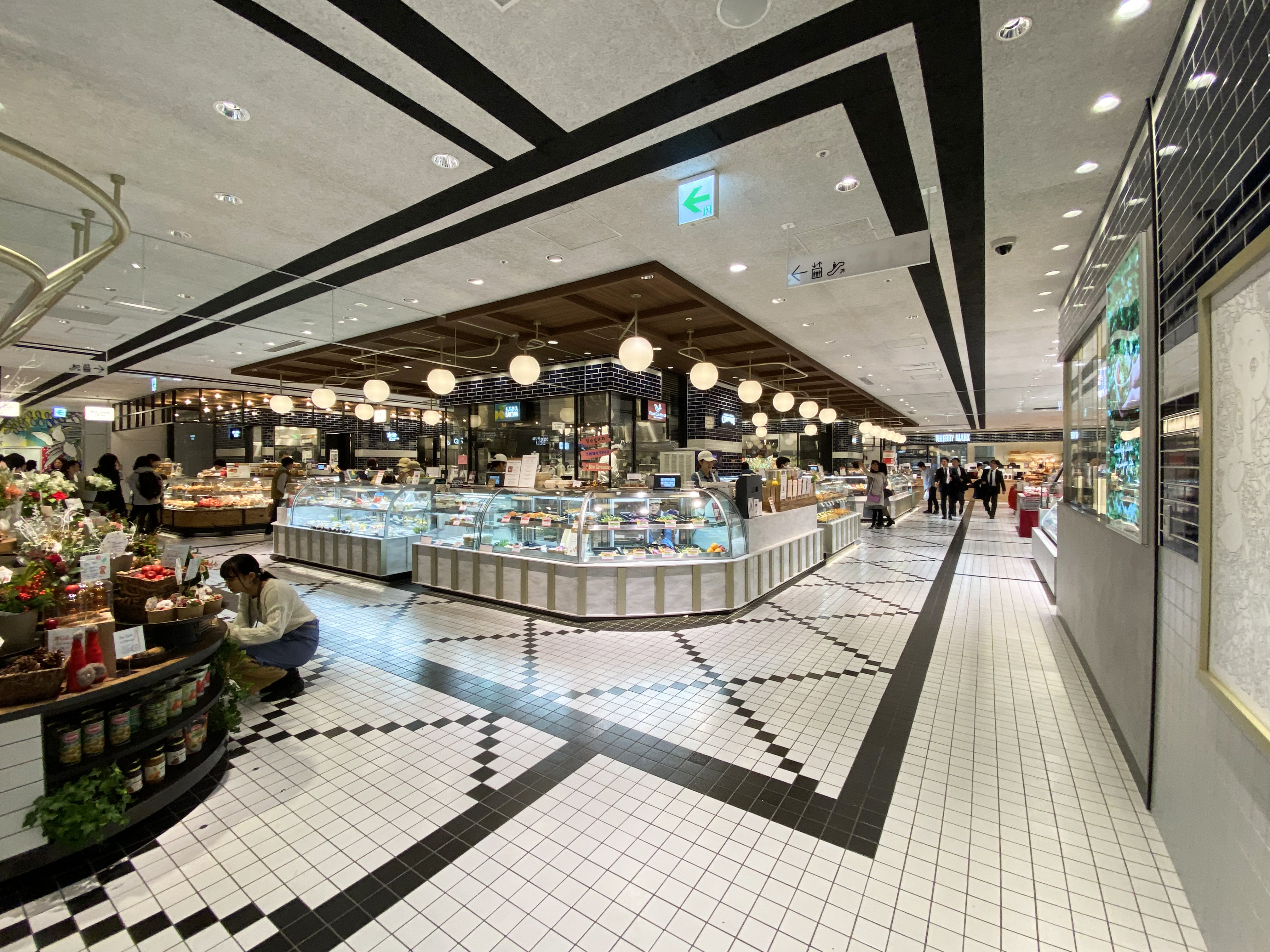
B2階 食品フロア「東急フードショーエッジ」
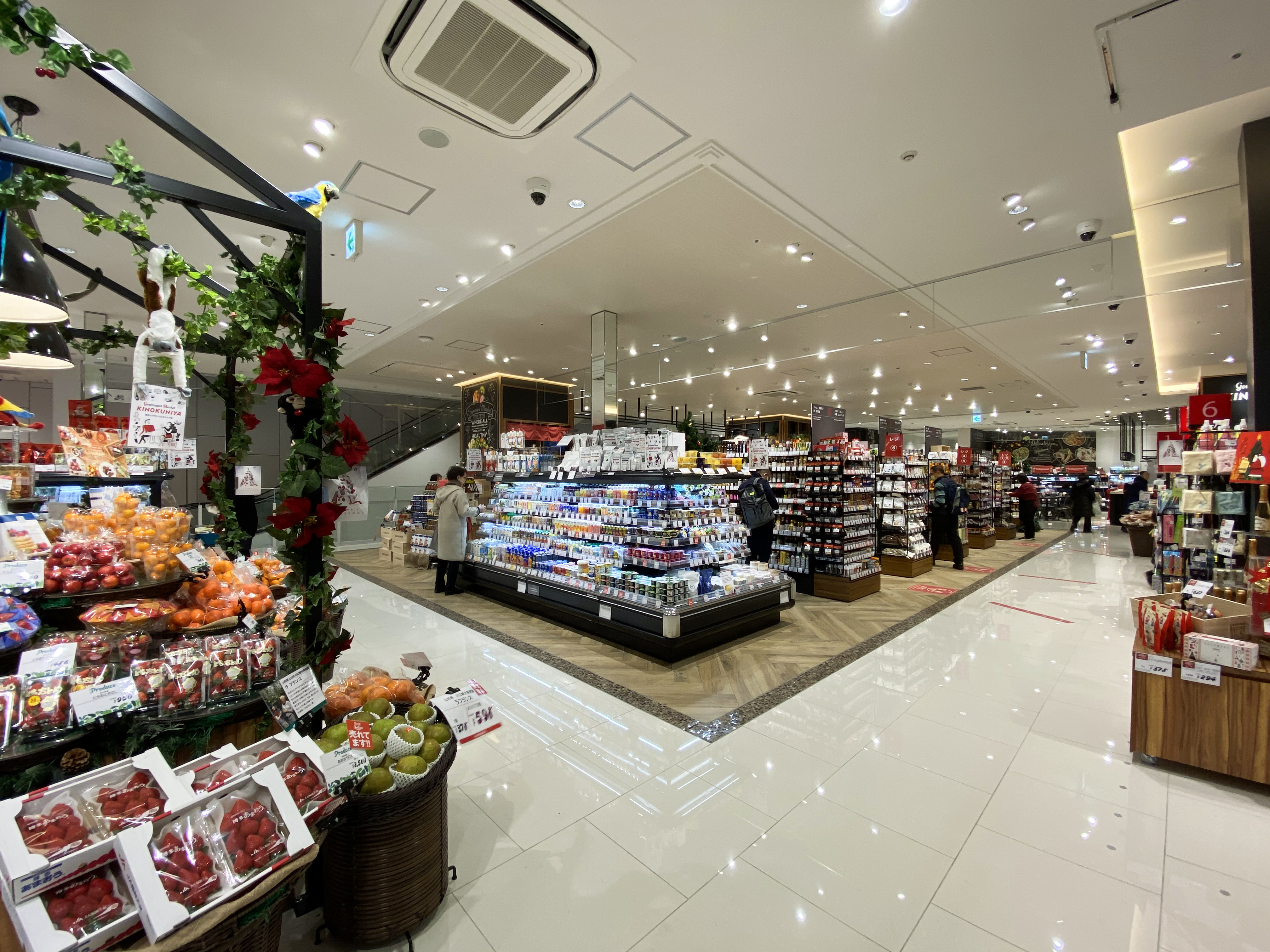
B1階 Gourmand Market KINOKUNIYA
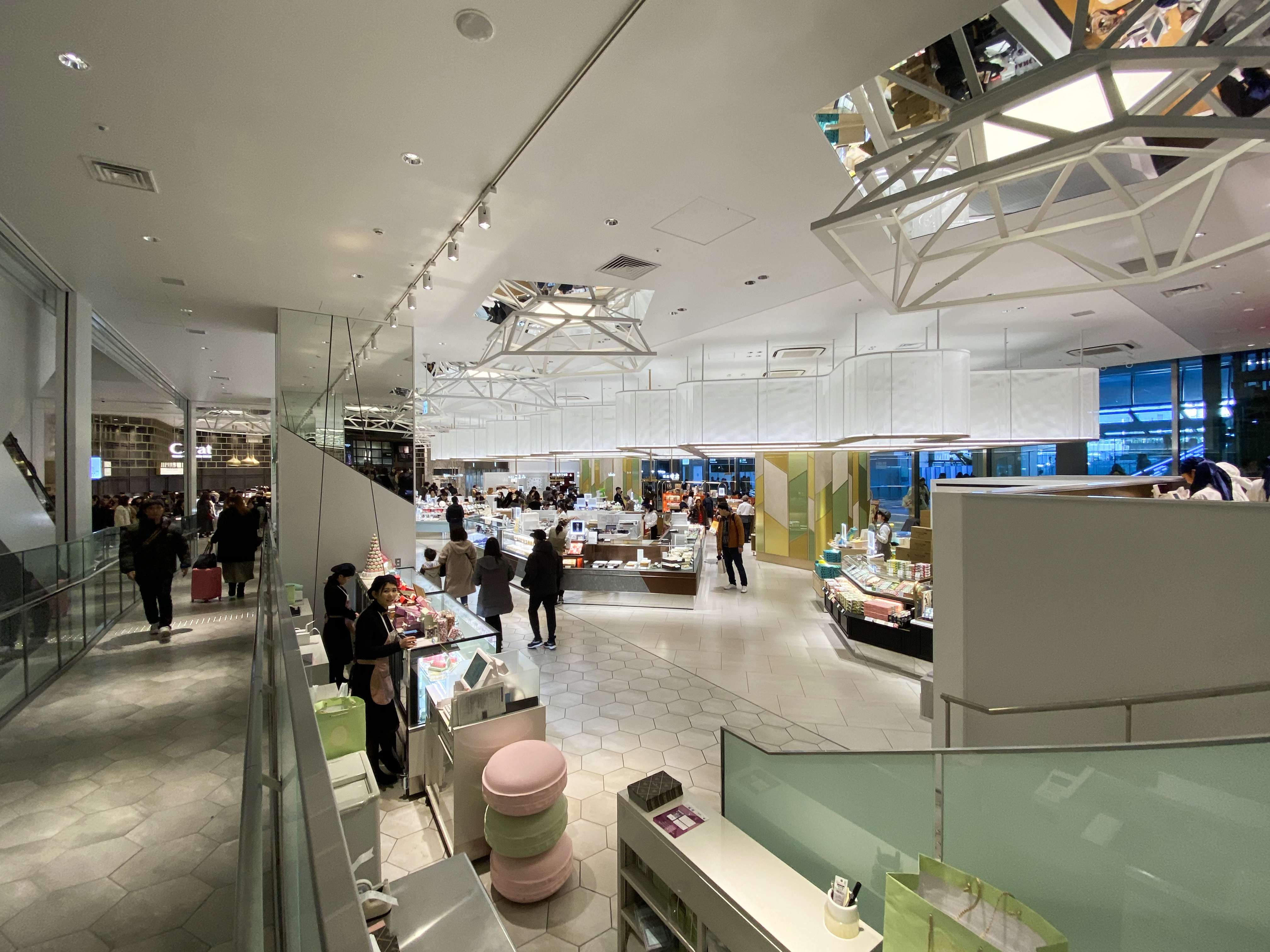
1階 食品フロア「東急フードショーエッジ」/「エキュートエディション」
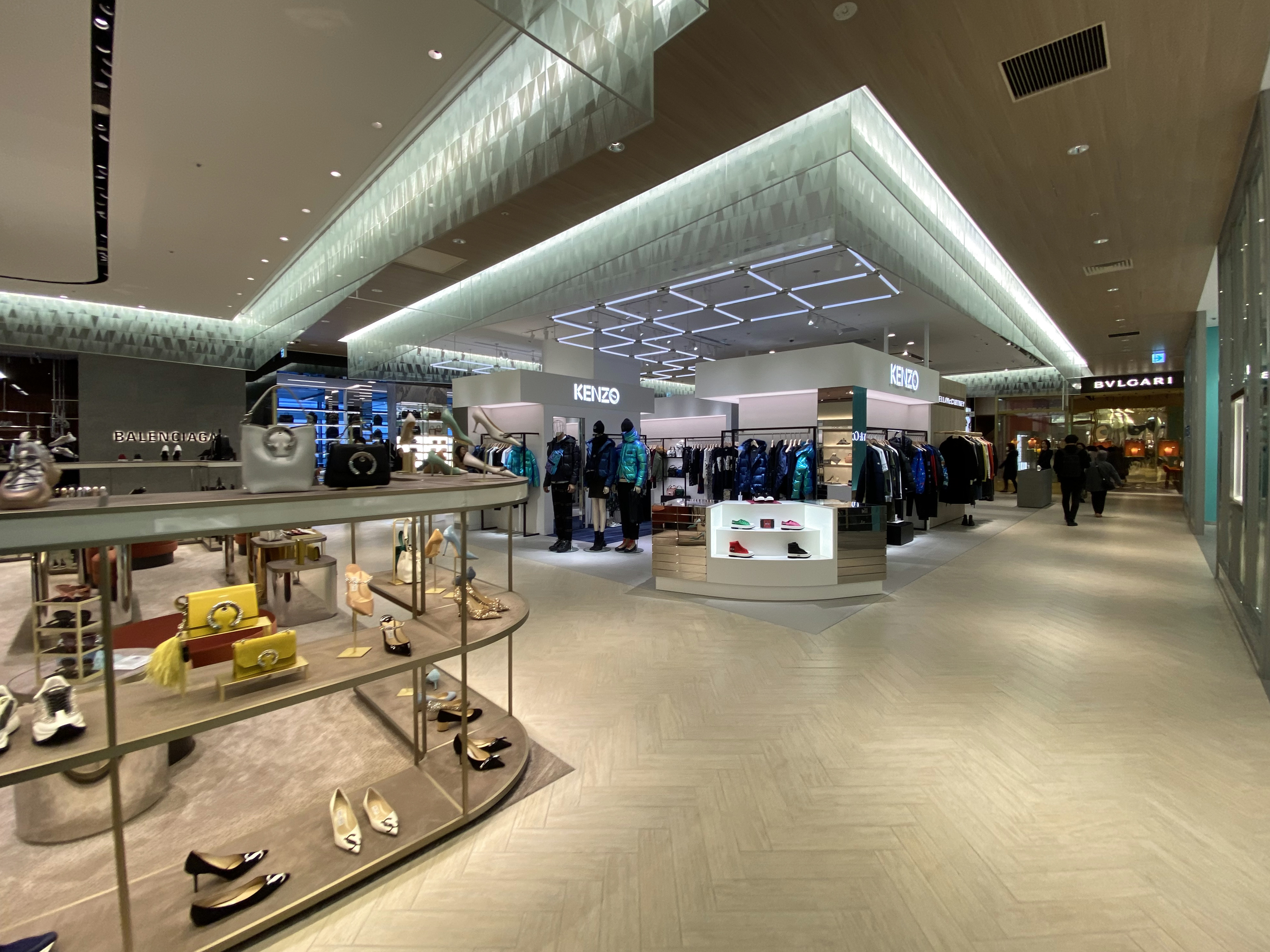
3階
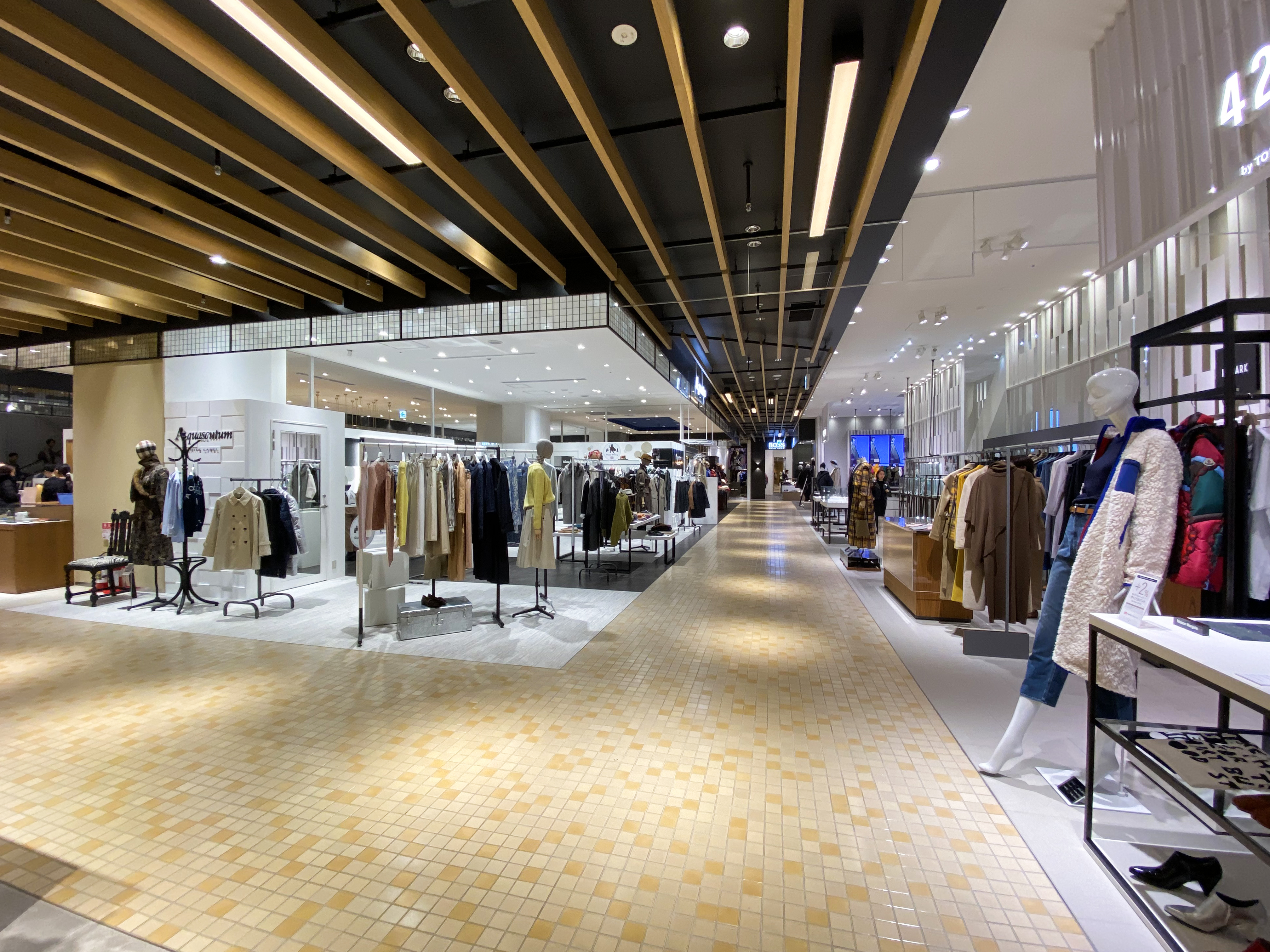
4階
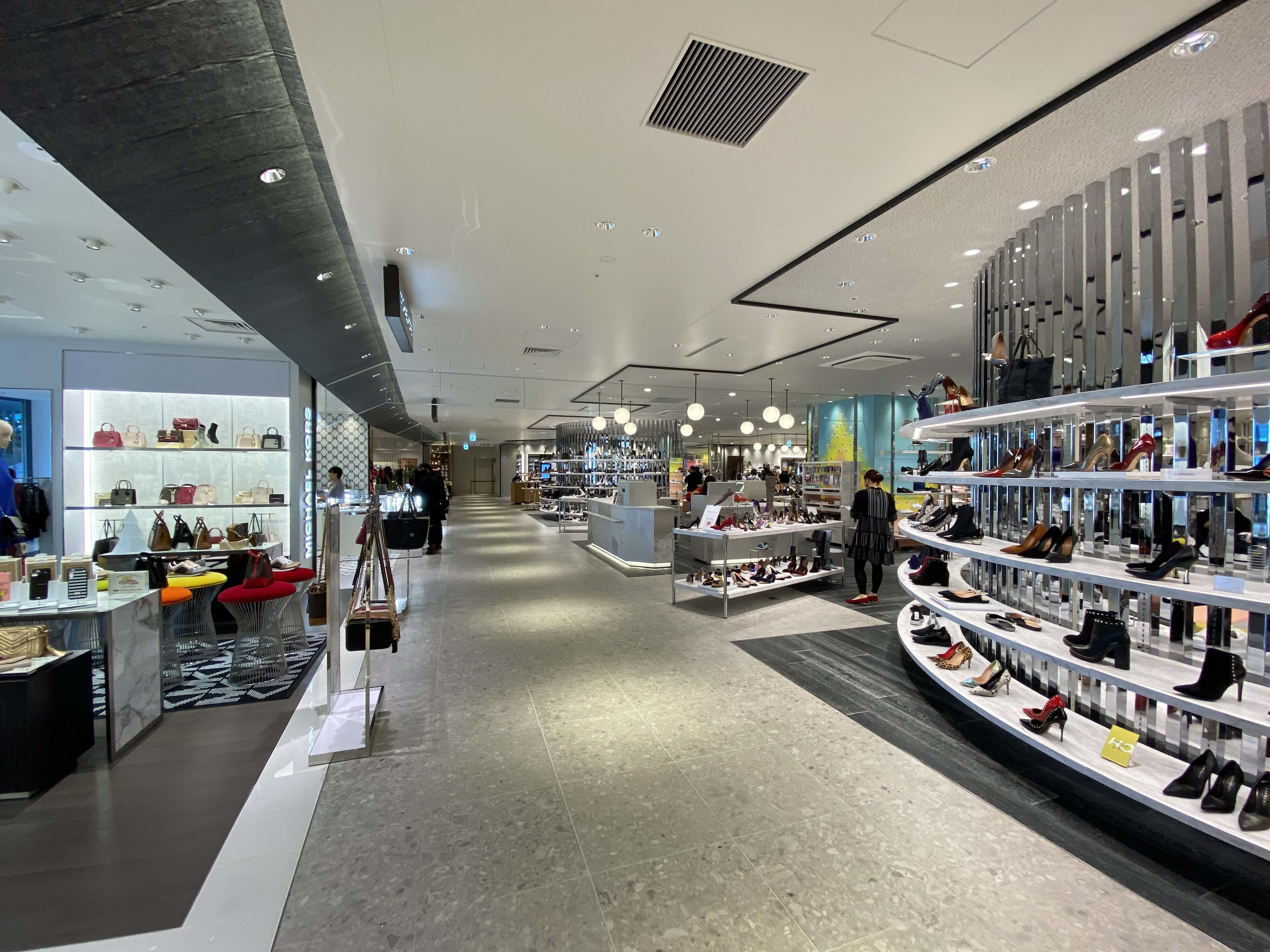
5階 ファッション雑貨「+Q GOODS」
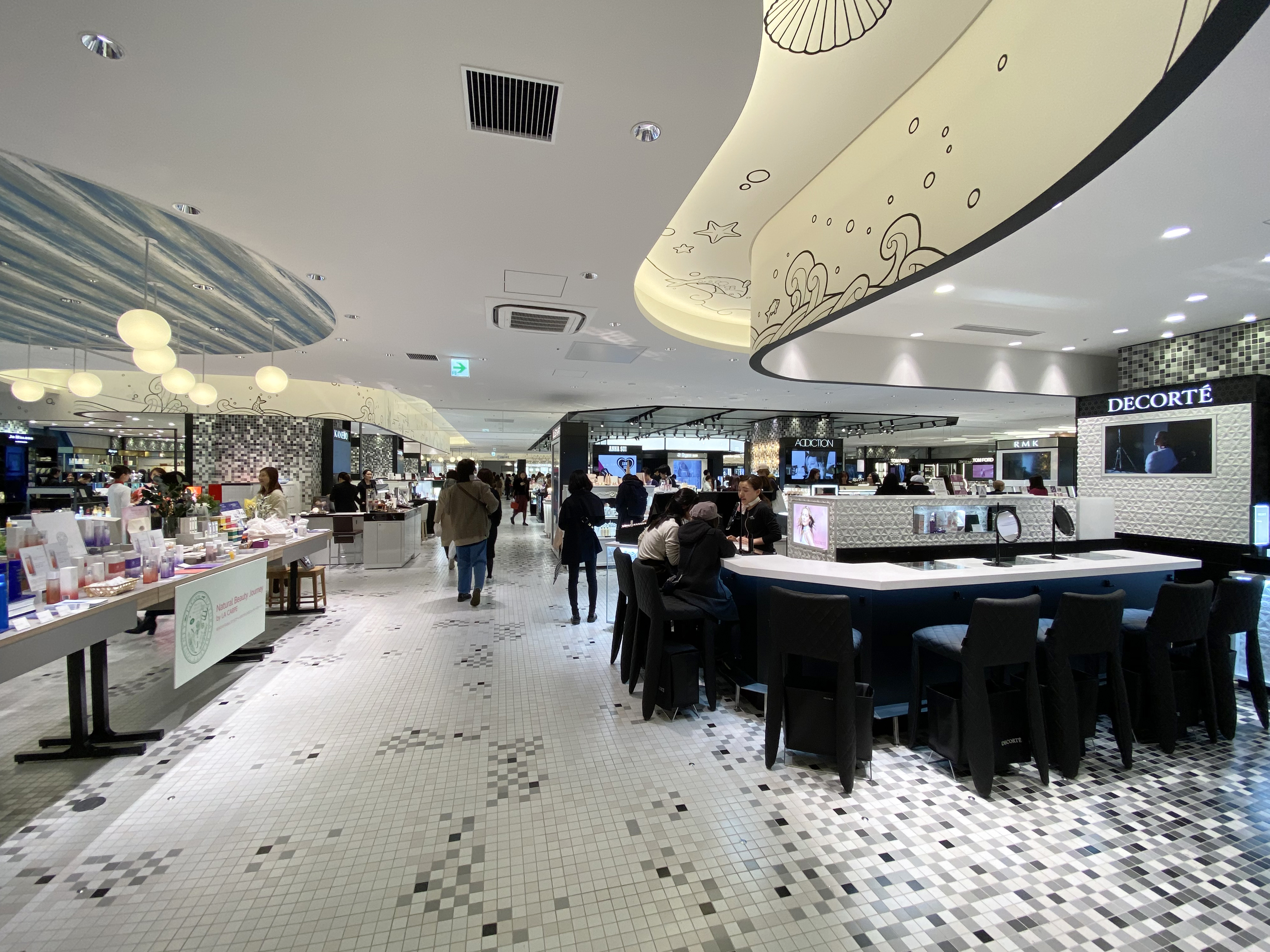
6階 ビューティーフロア「+Q BEAUTY」
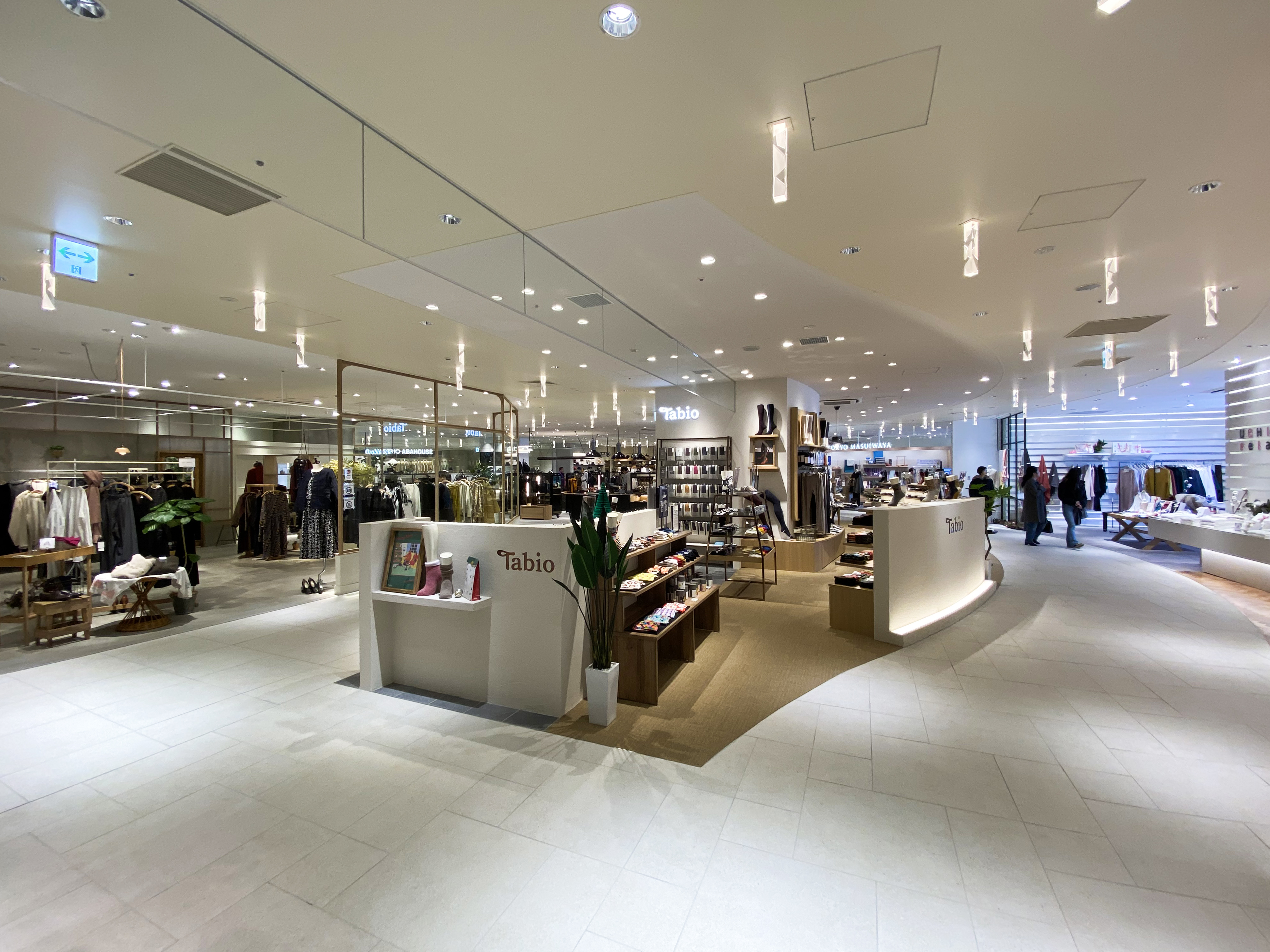
9階
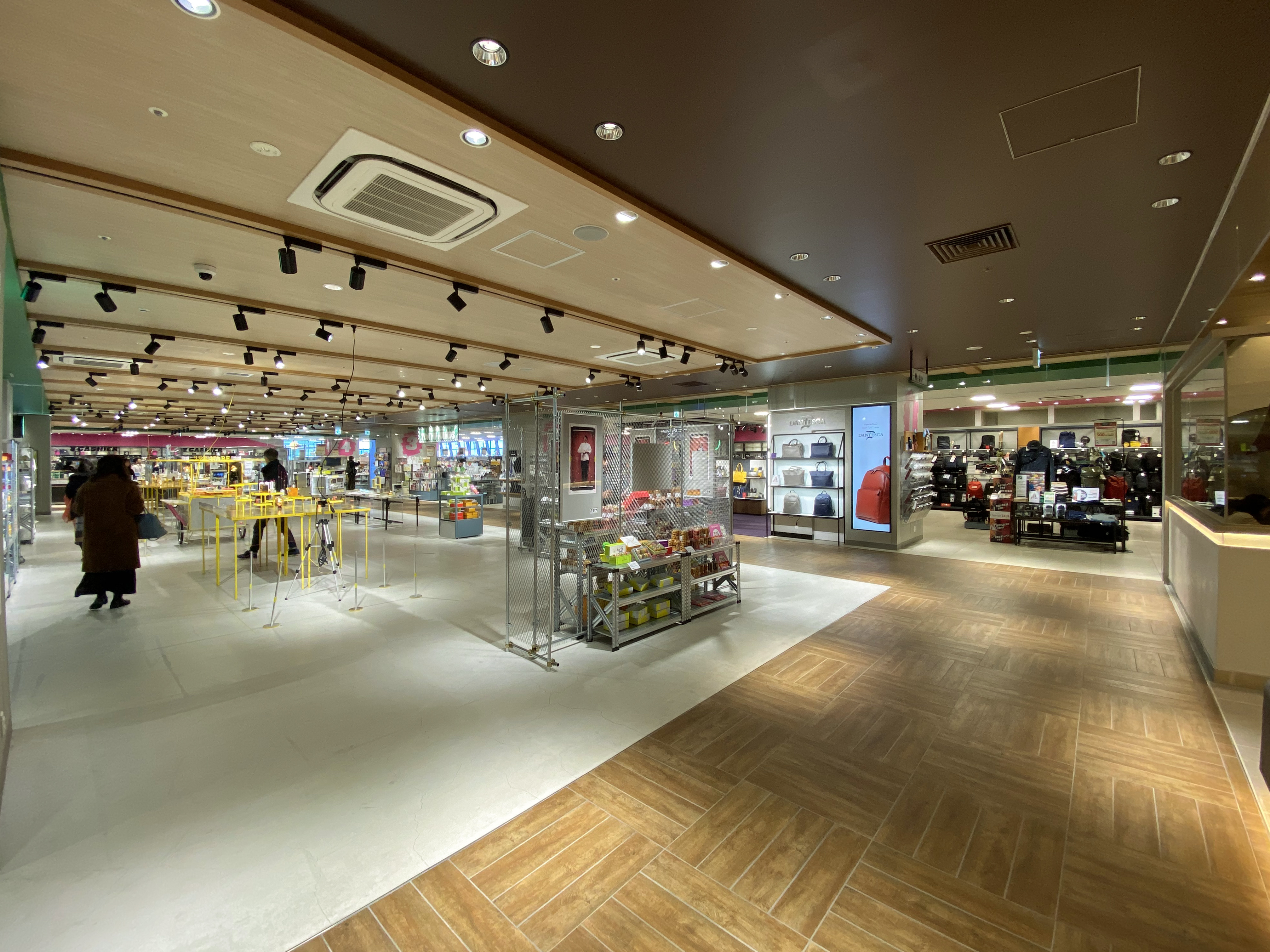
10階 東急ハンズ
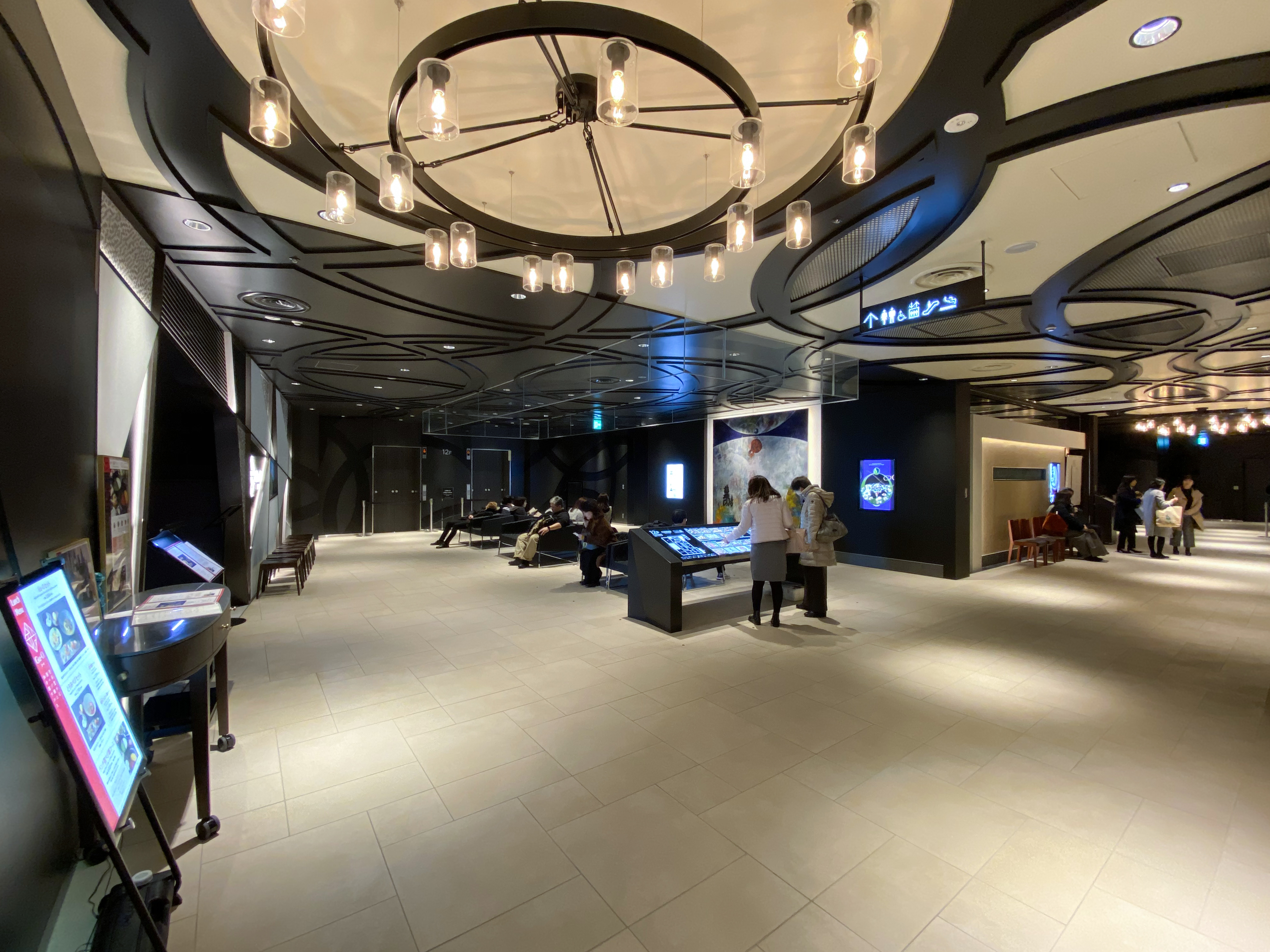
12階 レストランフロア「FOODIES SCRAMBLE」
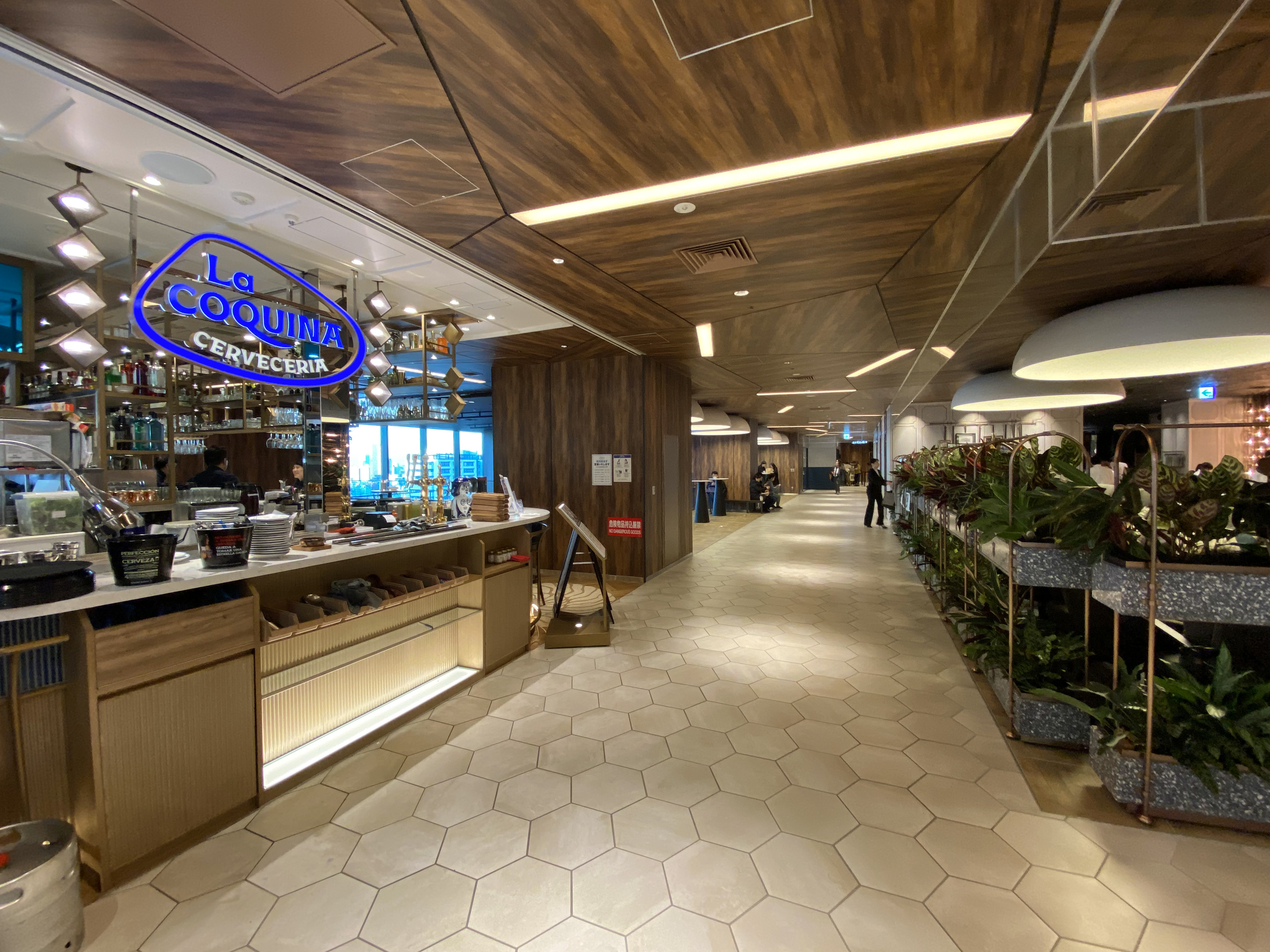
13階 レストランフロア「FOODIES SCRAMBLE」
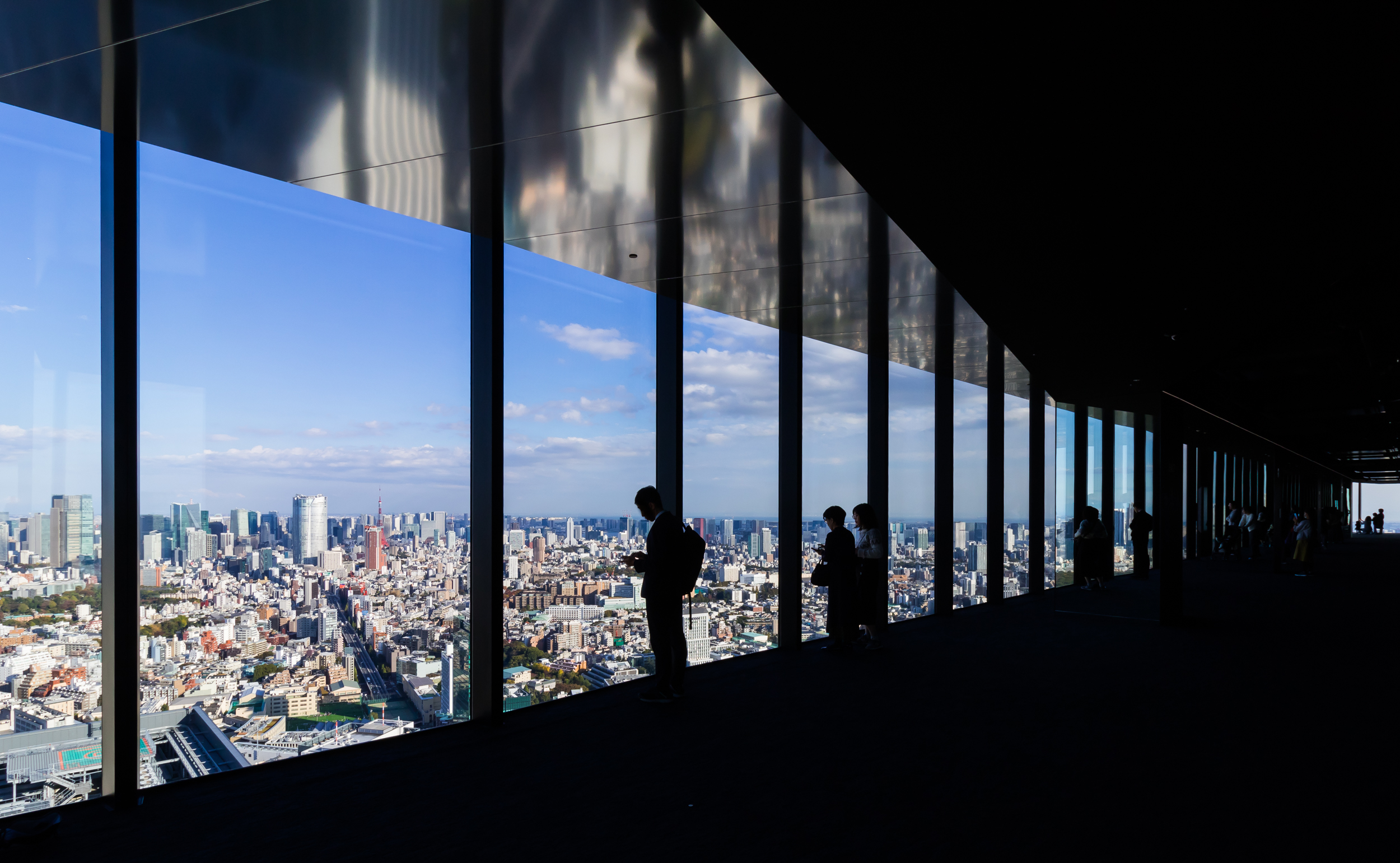
45F 屋内展望回廊「SHIBUYA SKY - SKY GALLERY」より六本木方面の眺望
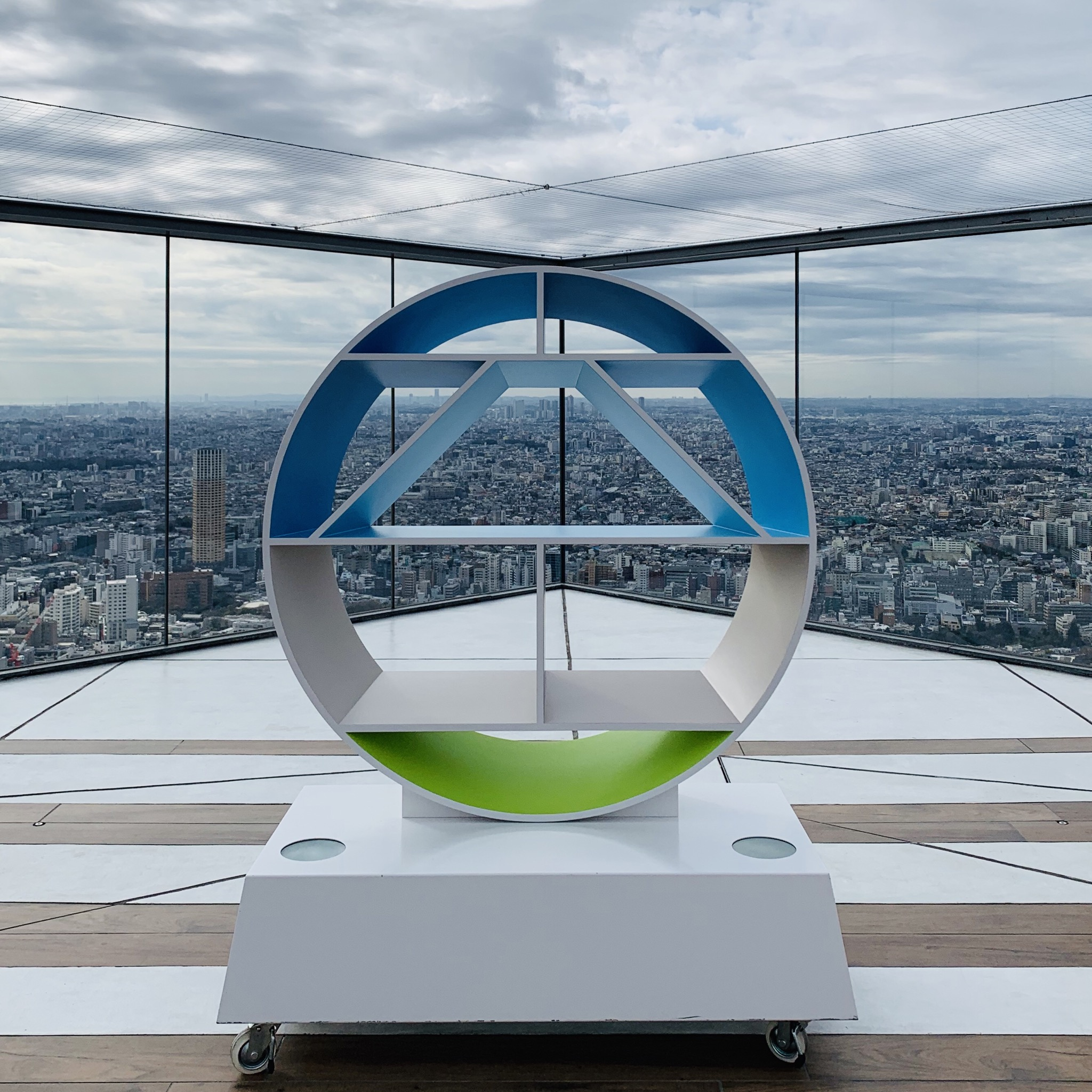
「空」をモチーフにしたオブジェ「SHIBUYA SKY -SKY STAGE」
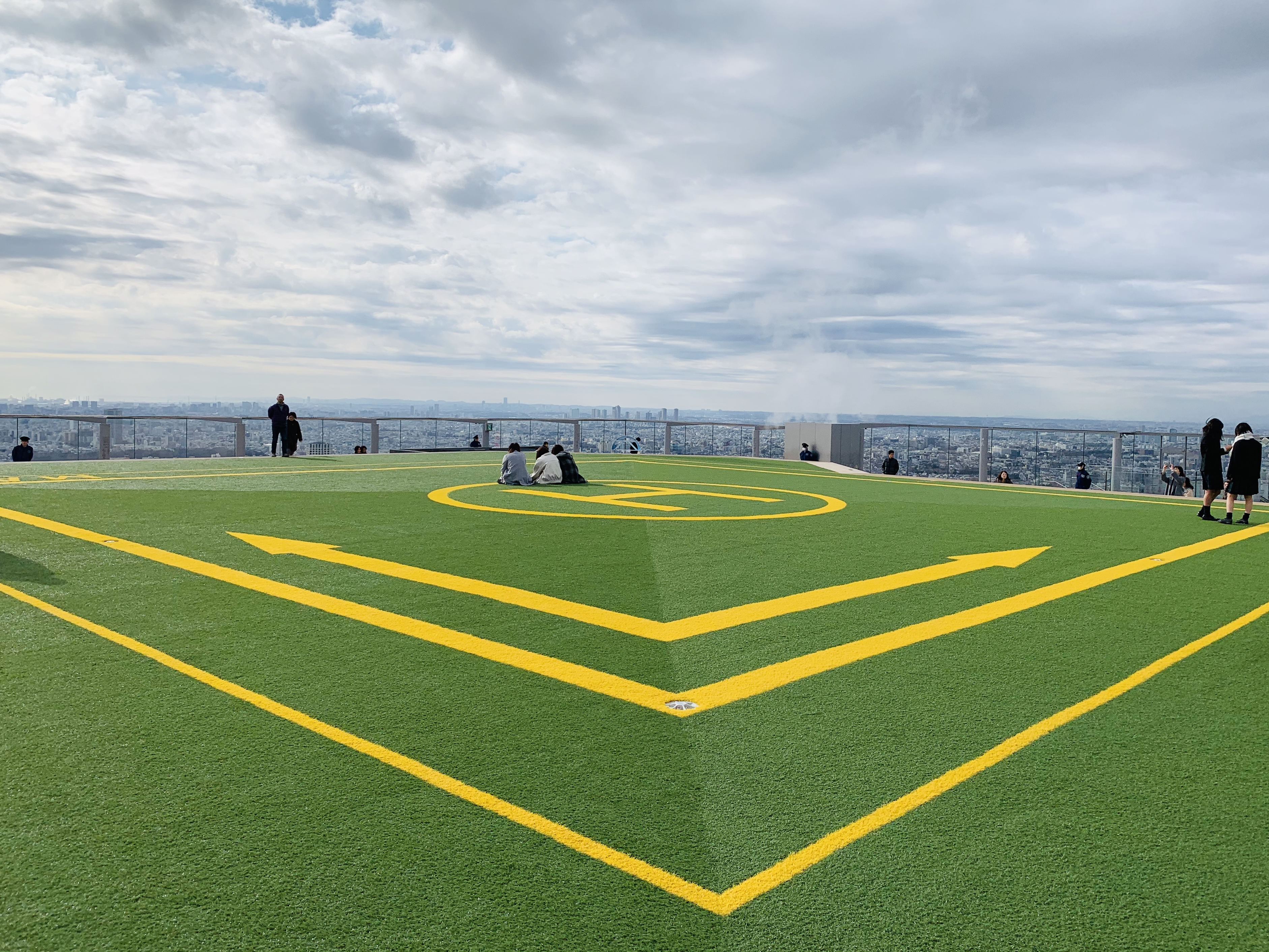
緊急離着陸場「SHIBUYA SKY -SKY STAGE」